# Портмор
По́ртмор (англ. Portmore, ям. креол. Puotmuor) — город на южном побережье острова Ямайка в приходе Санта Катерина, к юго-востоку от столицы государства — города Кингстона. Население — 170 тыс. человек (3-е место в стране).

## История
Город начал строиться в 1960-е годы в рамках программы жилищного строительства организации WIHCON с целью решения проблемы перенаселения Кингстона. С тех пор Портмор развился в город-спутник, большая часть населения которого регулярно направляется в столицу Ямайки на работу, на учёбу и по другим нуждам. Следуя британской модели, реализованной и в других городах Ямайки, Портмор стал муниципальным городом и имеет собственный городской совет и мэра.

## Физико-географическая характеристика
Портмор расположен на равнине, прилегающей к Кингстонскому заливу. Система каналов предотвращает его от наводнений.

## Транспорт
В Портморе действует единая с Кингстоном система автобусного сообщения JUTC; кроме того, город соединён пассажирскими маршрутами с другими населёнными пунктами, в частности со Спаниш-Тауном.
Портморская платная автодорога — основная магистраль, соединяющая Портмор с Кингстоном по мосту через залив Хантс. Она также ведёт в Спаниш-Таун. Магистраль имеет три ряда в каждом направлении, скорость движения — около 110 км в час.
Ближайший аэропорт — международный аэропорт Норман Манли с нагрузкой 130 рейсов в неделю.

## Спорт
В Портморе есть местная футбольная команда, входящая в Национальную премьер-лигу Ямайки. Сначала команда называлась Hazard United, теперь носит название Portmore United.